# 맥대니얼 시장
맥다니엘 시장(영어: Mayor McDaniels)은 《사우스 파크》 시리즈에서 사우스 파크의 시장으로 나온다. 그녀는 청록색 머리와, 항상 그녀의 아첨꾼을 동행한다.

## 성격
시장의 행동은 그녀가 그밖에 모든 사람들에게 보다 나은 것처럼 보인다(왜냐하면 그녀는 프린스턴 대학교에 다녔기 때문이다.) 그리고 시장은 사우스 파크를 내버려둔다. 시장은 자신이 어떤 행동도 하지 않았음에도 도시를 바꾼 것처럼 보이기 위해서 노력한다. 비록 그녀가 이따금씩 비교적 정상적인 정치인처럼 보이긴하지만, 그녀는 사우스 파크에 눈보라가 휘몰아칠때 게리슨 선생, 짐보과 메피스토 박사가 총격에 맞은 것을 취재하러온 에릭 로버츠와 할리우드에서 온 연출자와 관객들을 잡아먹어 버린다.
그녀는 또한 캐씨 리 기포드가 최고의 환경 수필에 상을 주려고 사우스 파크에 방문할때, 그녀에게 마이크를 넘기면서, 흥분해서 "난 이 멍청한 도시에서 촌사람들과 같이 지넬 운명인가봐" 라고 이야기했다. 이건 그녀가 이 도시의 시장자리가 더 높은 콜로라도의 정치 사무실로 가는 문이라고 생각하는 것을 보여 주고 있다.
"Starvin' Marvin" 에피소드에서 시장은 오히려 메피스토 박사가 실험한 성난 칠면조들을 빈정거렸다. 그녀는 좀비들이 출현하는 "Pink Eye" 에피소드에서 좀비를 막아야 된다는 쉐프를 조롱하였다(그때 그녀는 바브레디 경관과 같이 야쿠자일로 번 돈 위에서 놀고 있었다) "Summer Sucks" 에피소드에서 바브레디 경관이 그녀에게 성교를 하고 있는 것을 함축하고 있다. 그러나 그녀는 명백하게 레즈비언이다. 한 에피소드에서 그녀의 집의 침대에서 그녀가 머드팩을 바르고 Jugs 라는 잡지를 보고 있었는데, 그 잡지 앞면에는 벌거벗은 여자 사진이 실려 있었다. 그녀는 많은 사람들 중 한 명으로, 분명하게 리안 카트먼과 성행위를 했고, 그녀에게 에릭 카트먼을 낳아줄 수도 있었다.

## 어디에나 있는 아첨꾼들
시장에게는 언제나 두 명의 아첨꾼들이 있다. 그들은 시장이 불가피하게 현금을 지급하는 계획을 만든다. 아첨꾼 중 한 명인 "테드"는 "Volcano" 에피소드 때 해고했다. 콧수염이 없는 아첨꾼인 존슨은 "A Very Crappy Christmas" 에피소드에서 보인다.

## 자살 시도
"Die Hippie, Die" 에피소드에서 히피 뮤직 페스티벌이 통제불능이 되자, 시장이 "내가 뭘 했지?" 하면서, 권총 자살을 시도했다. 벽에 있는 그녀의 그림자는 총에 쓰러진 그녀를 보여주었다. 하지만 같은 에피소드의 마지막 부분에서 그녀는 머리에 피범벅의 반창고가 붙어 있음을 볼 수 있다.(그녀는 대화할 때 뇌가 아주 작거나 아예 없는 것처럼 보인다).
맥다니엘 시장의 원래 목소리는 배우인 메리 케이 버그만이 연기했지만 1999년에 그녀의 머리에 총을 쏴서 자살하고 말았다.

## 시장이 특출하게 나온 에피소드
참고사항: 여기서는 주변인물이 아닌, 중요한 역할만 포함되었습니다.
- Weight Gain 4000- In charge of the event where Kathie Lee Gifford gives Cartman the prize for the environmental essay contest.
- Cartman's Mom is Still a Dirty Slut - 그녀는 에릭 카트먼의 잠재적인 엄마로 나온다. 나중에 카트만의 엄마가 양성인으로 나타나고, 그리고 그의 생모가 카트만을 그녀에게 주었다는 것이 드러났다(그 뜻은 시장과 쉴라 브로플로프스키, 베로니카 크랩트리 부인 등이 리안 카트먼과 성행위를 했다는 뜻이다).
- Conjoined Fetus Lady - 쉴라 브로플로프스키와 함께 "Conjoined Twin Myslexia Awareness Week"를 주관하게 된다.
- Jakovasaurs - 그녀가 TV 게임쇼에 호스트로 나오게 된다.
- Summer Sucks - 그녀는 사우스 파크의 독립기념일 축제에 폭죽을 못쓰자 대신 거대한 뱀폭죽을 쓴다.
- Spontaneous Combustion - 랜디가 자신은 지질학자라고 주장했는데도 시장은 랜디 마시를 자연발화 원인을 찾도록 명령하였다.
- A Very Crappy Christmas - 시장은 애들이 크리스마스 정신을 만드는 데 300 달러를 보탠다.
- Die Hippie, Die - 그는 우드스탁과 비슷한 히피 뮤직 페스티벌을 허가한다. 그때 그녀는 끔찍한 실수를 저지른 것을 보게 되고 그녀는 자살을 시도한다. 그러나 나중에 머리에 붕대를 매고 카트먼의 히피 제거작전을 실행히게 된다.